# Stenophysa marmorata
Espèce
Statut de conservation UICN

 LC  : Préoccupation mineure
La Physe marmoréenne, Stenophysa marmorata (anciennement Physa marmorata), est un escargot, un mollusque gastéropode fréquemment introduit dans les aquariums.

Originaire d'Amérique centrale et du Sud, elle vit dans les eaux douces stagnantes ou faiblement courantes ; sa taille est inférieure à 1 centimètre, sa couleur peut varier du noir au brun ou gris. Sa respiration est aérienne.
C'est une espèce mangeuse d'algues, elle s'attaque aussi aux plantes malades, mais pas à celles qui sont en bonne santé (sauf quand elles sont en grand nombre).
Les Physes s'attaquent aussi au biofilm se formant en surface. Elles sont très appréciées par les adeptes d'aquariophilie naturelle ou low-tech pour cette raison.

## Caractéristiques physiques
La coquille des physes marmoréennes est de couleur jaune doré légèrement plus foncé et taché de jaune sur le dernier tour de coquille. Le corps est quant à lui blanc grisâtre avec plus ou moins de nuances sombres sur le dessus. On peut également voir la bouche de couleur rosée lorsque l'animal avance sur une vitre.
Stenophysa marmorata est reconnaissable parmi les escargots aquatiques apparentés à la même famille (limnées entre autres) de par sa coquille qui vue de face (côté tête de l'animal) se développe dans le sens anti-horaire contrairement aux limnées.
La forme de leurs tentacules permet également de les différencier : longs et filiformes pour les physes alors que larges, plats et pointus pour les limnées.
Le mode de déplacement continu de la physe la rend plutôt rapide en comparaison avec d'autres escargots (escargots du genre Melanoides par exemple qui avancent en deux temps, d'abord leur corps puis traînent leur coquille).
La physe peut également se déplacer pied en l'air sous la surface de l'eau pour manger le biofilm de surface.

## Reproduction
Elles sont hermaphrodites, et peuvent se reproduire par parthénogenèse en l'absence de partenaire. Elles peuvent devenir rapidement envahissantes si elles disposent de beaucoup de nourriture.

### Ponte
Elle pond en général 10 à 20 œufs transparents dans une sorte de poche gélatineuse transparente également qu'elle dépose sur ou sous les plantes et autres éléments du décor. La physe peut parfois utiliser d'autres supports de ponte assez insolites tels que la coquille d'autres escargots ou encore, dans des endroits inaccessibles aux prédateurs, le dessous des pierres ou l'espace situé entre le filtre et la vitre d'un aquarium.

### Développement des œufs
Les œufs sont tout d'abord totalement transparents puis les embryons s'y développent sur une période d'environ 10 à 12 jours (24 °C) rendant l'intérieur des œufs blancs. Lorsque les œufs sont totalement blancs (couleur des embryons à l'éclosion) l’éclosion est imminente et les petites physes de moins d'un millimètre vont peu à peu commencer à quitter la membrane et à se déplacer dans tout l'aquarium en quête d'algues.